# 20 złotych 200. rocznica urodzin Fryderyka Chopina
20 złotych 200. rocznica urodzin Fryderyka Chopina – polski banknot kolekcjonerski o nominale dwudziestu złotych, wprowadzony do obiegu 22 lutego 2010 roku.

## Awers
Na awersie w centralnej części znajduje się wizerunek Fryderyka Chopina widzianego z profilu (element ten został wydrukowany w technice stalorytniczej). Na lewej stronie awersu przedstawiony został dworek w Żelazowej Woli. W lewym górnym rogu znajduje się nominał, polskie godło i napis NARODOWY BANK POLSKI; zaś w lewym dolnym rogu umieszczono znaczenie dla niewidomych (wytłoczone XX). Z prawej strony znajduje się reprodukcja fragmentu pierwodruku mazurka B-dur op. 7 nr 1 wraz z autografem artysty.

## Rewers
Na rewersie znajduje się reprodukcja fragmentu etiudy f-moll op. 10 nr 9 na tle mazowieckiego pejzażu z wierzbami. Z lewej strony umieszczono nominał, numer seryjny banknotu, napis NBP i znak wodny przedstawiający Fryderyka Chopina. W prawym dolnym rogu znajduje się numer seryjny banknotu i nominał; zaś w prawym górnym rogu napis NARODOWY BANK POLSKI.

## Nakład
Polska Wytwórnia Papierów Wartościowych wydrukowała 120 000 banknotów, o wymiarach 138 mm x 69 mm, według projektu Grzegorza Pfeifera i Katarzyny Jarnuszkiewicz; ryt portretu Fryderyka Chopina znajdujący się na awersie banknotu wykonał Przemysław Krajewski.

## Opis
Jest to 4. banknot kolekcjonerski wydany przez PWPW. Upamiętnia dwusetną rocznicę urodzin Fryderyka Chopina.

## Zabezpieczenia
Banknot ma zabezpieczenia takie jak:
- znak wodny (portret Fryderyka Chopina z półprofilu)
- nitka zabezpieczająca z powtarzającym się napisem wykonanym mikrodrukiem „20 ZŁ” oraz jego odbiciem lustrzanym
- wklęsłodruk
- mikrodruki offsetowe (na awersie napisy „20”, „ZŁ”, „N”, „B”, „P”; na rewersie napisy : „NBP20NBP20” i „NARODOWYBANKPOLSKI20ZŁ”)
- farba zmienna optycznie zmieniająca kolor w zależności od kąta patrzenia
- recto-verso
- znak UV (na awersie fragment Mazurka B-dur op. 7 nr 1 z zapisem taktów 2-3 i 7-8; na rewersie wzdłuż lewego brzegu banknotu oznaczenie serii i numeru w układzie pionowym)
- staloryt
- oznaczenie dla niewidomych (wytłoczone XX)[1]